# Apistogramma pulchra
Apistogramma pulchra är en fiskart som beskrevs av Kullander, 1980. Apistogramma pulchra ingår i släktet Apistogramma och familjen Cichlidae. Inga underarter finns listade i Catalogue of Life.